# Méningococcie
 Mise en garde médicale
La méningococcie ou méningococcémie (en anglais meningoccaemia) est une infection générale  provoquée par le méningocoque Neisseria meningitidis. C'est une maladie à déclaration obligatoire en France.
La maladie ne se présente pas nécessairement sous la forme d'une méningite aiguë, mais plutôt comme une septicémie avec :
- une fièvre élevée avec des douleurs articulaires,
- un purpura étendu (purpura fulminans),
- la présence de méningocoques dans le sang.